# Love Rain
Sarangbi (coréen : 사랑비 ; titre international : Love Rain) est une série télévisée sud-coréenne réalisée par Yoon Seok-ho. La série a été diffusée sur le réseau coréen KBS2 à partir du 26 mars 2012. Les acteurs principaux sont Jang Geun-suk et Yoona des Girls' Generation.

## Synopsis
Sarangbi dépeint un amour pur des années 1970 et l'amour de nos jours. Dans les années 1970, Seo In-ha et Kim Yoon-hee, une étudiante en art, se rencontrent et tombent amoureux, mais malheureusement, leur amour n’était pas possible.
Cependant, dans la  Corée du XXIe siècle, le fils de Seo In-ha, Seo Joon (photographe libéral), rencontre la fille de Kim Yoon-hee, Jung Ha-na, une fille gaie et énergique dont la personnalité est différente de celle de sa mère. Dans un premier temps, ils considèrent tous deux l'autre comme une nuisance pénible. Peu à peu, leurs sentiments se développent l’un pour l'autre. In-ha ne s’est jamais tout à fait remis de son amour pour Yoon-hee, bien qu'il ait épousé une de ses meilleures amies, Hye-jung. Il est aux anges quand il voit Yoon-hee dans la rue. Les deux se réconcilient et rattrapent le temps perdu. Ils ne savent pas que leurs enfants se sont rencontrés et le plus grand choc arrive quand ils annoncent leur mariage à leurs enfants.
 Qui va finir par être ensemble : In-ha et Yoon-hee ou Seo Joon et Ha-na ?

## Distribution

### Années 1970
- Jang Geun-suk - Seo In Ha
- Yoona - Kim Yoon Hee
- Kim Si Hoo - Lee Dong Wook
- Son Eun Seo - Baek Hye Jung
- Seo In-guk - Kim Chang Mo
- Hwang Bo Ra - Hwang In Sook

### 2012
- Jang Geun-suk - Seo Joon (fils de In Ha)
- Yoona - Jung Ha Na  (fille de Yoon Hee)
- Kim Si Hoo - Lee Sun Ho (le fils de Dong Wook)
- Jeong Jin-yeong - Seo In Ha (le père de Seo Joon)
- Lee Mi Sook - Kim Yoon Hee (mère de Ha Na)
- Kim Young Kwang - Han Tae Sung
- Oh Seung Yoon - Jo Soo
- Park Se Young (박세영) - Lee Mi Ho (fille de Dong Wook)
- Lee Chan Ho - Jang Soo
- Shin Ji Ho (신지호) - In Sung
- Kwon In Ha (권인하) - Lee Dong Wook
- Yoo Hye Ri - Baek Hye Jung (mère de Seo Joon)
- Park Ji Il - Kim Chang Mo
- Seo In Guk (서인국) - Kim Jeon Sul (le neveu de Chang Mo)

## Diffusion internationale
- KBS2: Lundi et mardi à 21h55 (KST)
- GTV
- TVB Drama
- Indosiar: Lundi au Vendredi à 17h00.
- Channel 7
- KBS World (Japon)
- Euforia Lifestyle TV
- KBS World (États-Unis)
- KBS World (Canada)
- Europe: KBS World (Europe)
- Asie: KBS World
- ABS-CBN: Lundi au Vendredi à 10h15 (depuis le 24 juin 2013).
- KSCI (LA18)
- 8TV: Samedi à 18h30.

## Bande-originale
Love Rain OST
1. "Shiny Love"
2. "Love Rain" - Jang Geun-suk
3. "Because It's You"  - Tiffany
4. "Love Is Like Rain" - Na Yoon-kwon
5. "Again and Again" - Yozoh
6. "The Girl and I" - S.Jin
7. "First Love" - Kilgu
8. "Fate (Like a Fool)" - Seo In-guk
9. "Love Rain - Version pour piano"
10. "Again and Again - La version de la guitare"
11. "Song of Rain"
12. "The Girl and I - version de chaîne"
13. "Shy Confession Song" - Milktea
14. "비를 닮은 그대"